# Seefalke (Schiff, 2008)
Die Seefalke ist ein Fischereischutzboot der deutschen Küstenwache. Eigner ist die Bundesanstalt für Landwirtschaft und Ernährung (BLE), die das Schiff auch bereedert.

## Allgemeines
Das Schiff dient, wie das Schwesterschiff Meerkatze und das Typschiff Seeadler, im Rahmen des Koordinierungsverbundes Küstenwache zur Kontrolle der Fischerei in der Ausschließlichen Wirtschaftszone Deutschlands sowie im Rahmen internationaler Abkommen außerhalb der deutschen Seegewässer.
Das Fischereischutzboot mit Heimathafen Cuxhaven ist dafür ausgelegt, die zur Erhaltung der Fischbestände dienenden Überwachungsmaßnahmen durchzuführen. Die mögliche Einsatzdauer beträgt ungefähr 28 Tage.
Die im Oktober 2008 in Dienst gestellte Seefalke wurde unter der Baunummer 559 auf der Peene-Werft in Wolgast gebaut. Die Kiellegung fand am 9. November 2007, der Stapellauf am 12. Juni 2008 statt. Die Fertigstellung des Schiffes erfolgte am 4. November 2008. Der Bau der Fischereischutzboote Seefalke und Meerkatze kostete rund 63 Millionen Euro.
Die Seefalke ersetzte das bisherige Fischereischutzboot gleichen Namens.

## Technische Daten
Das Schiff ist 72,8 Meter lang, 12,5 Meter breit und hat einen Tiefgang von 5,15 Meter. Es ist mit 1981 BRZ vermessen. Die Tragfähigkeit beträgt etwa 470 tdw.
Zwei MTU-Schiffsdieselmotoren des Typs 20V4000 M73L mit einer Leistung von jeweils 3600 kW treiben über Getriebe zwei Verstellpropeller an. Zwei Elektrofahrmotoren des Herstellers VEM Sachsenwerk vom Typ DKMAB 5018-6U mit je 1050 kW können die Antriebsleistung erhöhen. Im semi-dieselelektrischen Betrieb erreicht das Schiff eine Spitzengeschwindigkeit von 19,7 Knoten. Weiterhin ist der alleinige Antrieb durch die Elektromotoren möglich. Die Manövriereigenschaften werden durch einen Bugstrahler mit einer Leistung von 500 kW und ein Hochleistungsflossenruder gewährleistet. Das Seeverhalten wird durch eine Flossenstabilisierungsanlage beeinflusst.
Für die Stromversorgung an Bord stehen zwei Generatoren mit einer Scheinleistung von jeweils 1716 kVA sowie ein Notgenerator mit einer Scheinleistung von 450 kVA zur Verfügung.
An Bord befinden sich zwei Einsatzboote, mit denen die Kontrolleure auf Fischereifahrzeuge übersetzen können. Außerdem ist das Schiff mit einem 3,6-t-Arbeitskran und einem 1,25-t-Servicekran ausgerüstet.